# Bernard Becaas
Bernard Becaas (Oloron-Sainte-Marie, 23 maggio 1955 – Lasseube, 25 agosto 2000) è stato un ciclista su strada francese.
Professionista tra il 1978 ed il 1983, vinse una tappa al Giro d'Italia.
Morì nel 2000 all'età di 45 anni in un incidente motociclistico a Lasseube.

## Carriera
Le principali vittorie da professionista furono due tappe al Tour de l'Avenir nel 1977, il Grand Prix de la Côte Normande nel 1979, la Châteauroux-Limoges nel 1980, una tappa al Tour de l'Aude nel 1981 e una tappa al Giro d'Italia 1982.

## Palmarès
- 1976

Paris-Rouen
- 1977

Grand-Prix de Nice
4ª tappa Tour de Béarn
3ª tappa Tour de l'Avenir (Herbeumont > Vitry-le-François)
5ª tappa Tour de l'Avenir (Hayange > Saarbrücken)
- 1979

Grand Prix de la Côte Normande
- 1980

Châteauroux-Limoges
- 1981

2ª tappa Tour de l'Aude (Carcassonne > Carcassonne)
- 1982

11ª tappa Giro d'Italia (Palmi > Camigliatello Silano)

## Altri successi
- 1977

Classifica scalatori Tour de l'Avenir
- 1978

Classifica scalatori Tour du Limousin
- 1979

Classifica scalatori Étoile des Espoirs

## Piazzamenti

### Grandi giri
- Giro d'Italia

1982: ritirato (20ª tappa)
- Tour de France

1979: 42º
1980: 76º
1981: 68º
1983: ritirato (14ª tappa)
- Vuelta a España

1978: 36º
1983: 59º

### Classiche
- Milano-Sanremo

1981: 93º
- Giro di Lombardia

1978: 28º